# Ramón Grosso
Ramón Moreno Grosso (Madrid, 8 december 1943 - aldaar, 13 februari 2002) was een Spaans voetballer. Grosso was een aanvaller.

## Carrière
Grosso sloot zich op vijftienjarige leeftijd aan bij de jeugdopleiding van Real Madrid. Na een korte uitleenbeurt aan stadsrivaal Atlético Madrid stroomde hij in 1964 door naar het eerste elftal van Real Madrid. In zijn eerste twee seizoenen werd hij meteen clubtopschutter, ondanks het feit dat hij de kleedkamer deelde met spelers als Amancio Amaro, Francisco Gento en Ferenc Puskás: in het seizoen 1964/65 scoorde hij zeventien competitiedoelpunten, het seizoen daarop elf. Zijn Europese debuut maakte hij op 23 september 1964 in de Europacup I tegen Boldklubben 1909.
Grosso speelde twaalf seizoenen voor Real Madrid en werd daarin op verschillende posities uitgespeeld. In de Trofeo de Carranza speelde hij tegen Boca Juniors zelfs ooit als doelman. Hij werd zeven keer landskampioen met de club, won drie keer de Copa del Generalísimo en won in 1966 zelfs Europacup I. In de finale tegen Partizan Belgrado kreeg hij van trainer Miguel Muñoz een basisplaats.
Na zijn spelersafscheid bleef Grosso aan boord bij Real Madrid als jeugdtrainer. In de seizoenen 1986/87 en 1996/97 viel hij in als trainer van Real Madrid Castilla, in maart 1991 depanneerde hij zelfs even als trainer van het eerste elftal na het vertrek van Alfredo Di Stéfano.

## Privé
Grosso kreeg met zijn vrouw Amparo Mateo vijf kinderen. Zijn oudste dochter, María Angela, trad in het huwelijk met Francisco Llorente, die in 1987 Atlético Madrid inruilde voor Real Madrid. Francisco en María Angela zijn de ouders van Marcos Llorente, die in 2019 de omgekeerde beweging maakte. Grosso heeft dus net als zijn schoonzoon en kleinzoon de kleuren van zowel Real als Atlético Madrid gedragen. Doordat zijn schoonzoon Francisco het neefje is van Francisco Gento, is Grosso via hem verwant met zijn ex-ploegmaat waarmee hij van 1964 tot 1971 de kleedkamer deelde in het Estadio Santiago Bernabéu.
Grosso overleed op 13 februari 2002 op 58-jarige leeftijd aan de gevolgen van kanker.

## Erelijst

### Speler
Met Real Madrid:
- Primera División (7): Primera División 1964/65, 1966/67, 1967/68, 1968/69, 1971/72, 1974/75, 1975/76
- Copa del Generalísimo (3): 1969/70, 1973/74, 1974/75
- Europacup I (1): 1965/66